# Germania (Romeinse provincie)
Germania was een kortstondig (gedeeltelijk) gevestigde provincie van het Romeinse Rijk. 

## Verovering en vestiging
Van 12 v.Chr. tot 6 n.Chr. ondernamen Romeinse veldheren als Drusus (12 v.Chr. tegen de Sicambren, Bavateven, Frisii en Chauken, 11 v.Chr. tegen de Usipeten en Marsen, 10 v.Chr. tegen de Chatten en de opstandige Sicambren, 9 v.Chr. tegen de Mattiaci, de Marcomannen en de Cherusken) en de latere keizer Tiberius (9/8 v.Chr. en 6 v.Chr. samen met Saturninus tegen de Marcomannen) verscheidene succesvolle krijgstochten tegen de Germanen tussen de Rijn (Rhenus) en de Elbe (Albis) en onderwierpen het gebied, waar drie Romeinse legioenen werden gelegerd (Haltern, Oberaden en Hedemünden). Germanen traden in Romeinse krijgsdienst, belasting werd geheven en legerkampen, wegen en steden werden aangelegd (bekendste voorbeeld is het (nooit voltooide) stadscomplex bij Waldgirmes). In 7 n.Chr. werd Publius Quinctilius Varus de eerste civiele stadhouder van de nieuwe provincie Germania. Oppidum Ubiorum, sinds het jaar 50 Colonia (Keulen), zou de toekomstige provinciehoofdstad worden.

## Opstand, nederlaag, heroveringspogingen
Echter, Varus liep in een hinderlaag toen in het jaar 9 n.Chr. een opstand uitbrak onder leiding van Arminius (een geromaniseerde Germaanse legerleider onder bevel van Varus), en in de Slag bij het Teutoburgerwoud werd het Romeinse leger vernietigd; 15.000 Romeinse soldaten sneuvelden of werden slaaf gemaakt. In 11 n.Chr. betreedt Tiberius het gebied opnieuw; van 14 tot 16 n.Chr. tracht zijn zoon Germanicus in drie veldtochten Germania te heroveren, met wisselend geluk. De Romeinen geven het dan op en de Rijn wordt opnieuw de rijksgrens.

## Inferior en Superior
In 89 werden er twee nieuwe provincies opgericht, Germania Inferior en Germania Superior, over welke eerste Colonia wel de hoofdstad werd. Echter, deze gebieden bezaten de Romeinen al veel langer (als onderdeel van Gallia Belgica en Gallia Lugdunensis, waarvan ze afgesplitst werden) en komen ook niet overeen met het beoogde grondgebied van Germania, dat geheel aan de overkant van de Rijn lag (behalve het feit dat Colonia in beide gevallen een hoofdstad was). 